# باشانا أرابولي
باشانا أرابولي (5 يناير 1994 بتبليسي في جورجيا - ) هو لاعب كرة قدم جورجي في مركز الهجوم.

## وصلات خارجية
- باشانا أرابولي على موقع الاتحاد الأوربي (الإنجليزية)
- باشانا أرابولي على موقع قاعدة بيانات كرة القدم.إي يو (الإنجليزية)
- باشانا أرابولي على موقع ناشيونال فوتبول تيمز (الإنجليزية)
- باشانا أرابولي على موقع Soccerway.com (الإنجليزية)